# St. Antonius (Pfungstadt)

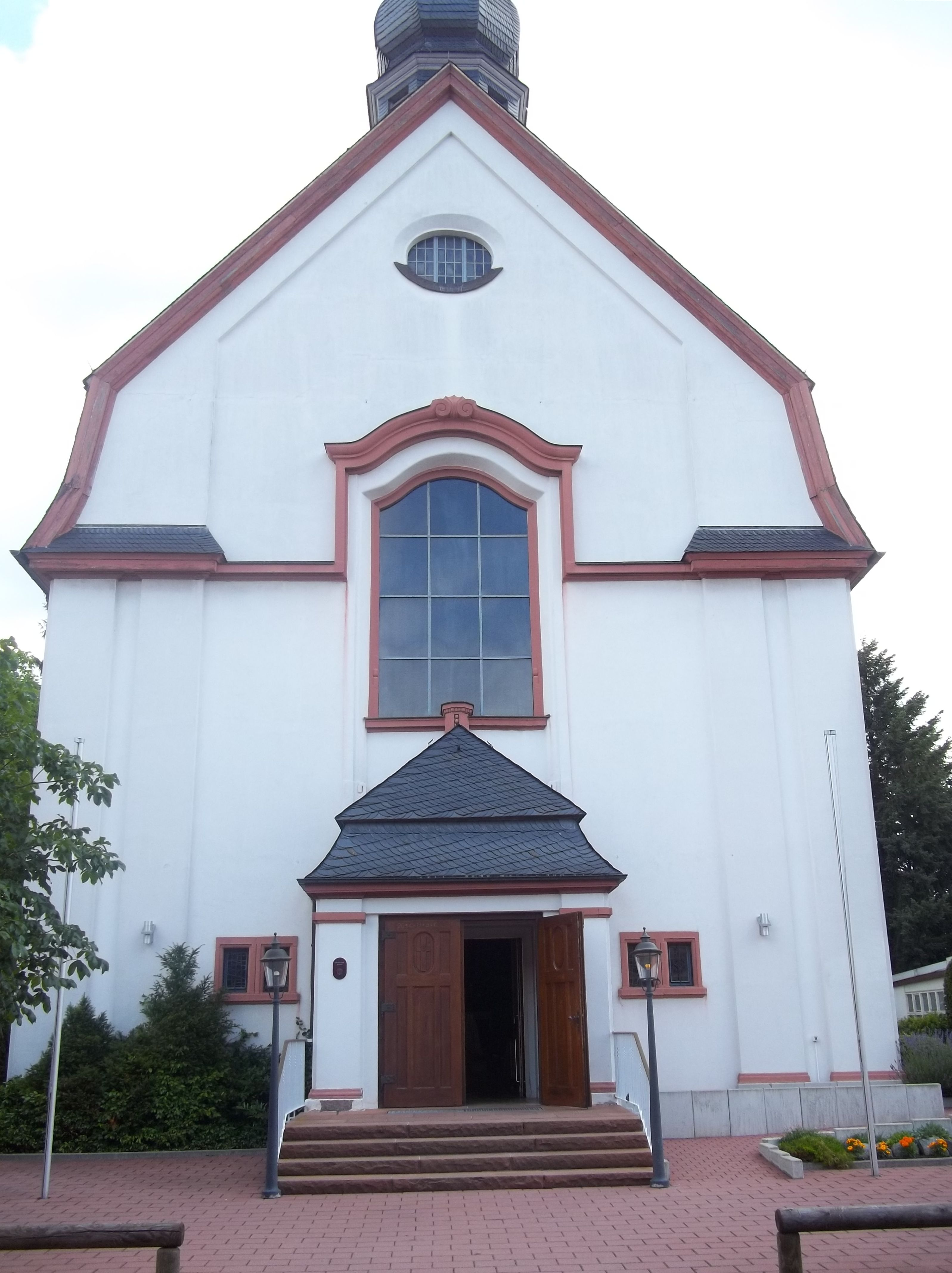
St. Antonius in Pfungstadt

Die römisch-katholische, denkmalgeschützte Pfarrkirche St. Antonius steht in Pfungstadt, einer Stadt im Landkreis Darmstadt-Dieburg in Hessen. Die Pfarrei gehört zum Dekanat Darmstadt im Bistum Mainz.

## Beschreibung
Die neobarocke Saalkirche wurde 1912 nach einem Entwurf von Ludwig Becker gebaut. An das Kirchenschiff schließt sich im Osten ein eingezogener Chor an, der halbrund abgeschlossen ist. Aus dem Mansarddach erhebt sich hinter der Fassade im Westen ein achteckiger, mit einer gebauchten Haube ohne Laterne bedeckter Dachreiter, der hinter den Klangarkaden den Glockenstuhl beherbergt.
Der von der katholischen Kirchengemeinde in Gundersheim gestiftete Hochaltar zeigt eine hölzerne Immaculata zwischen Säulen, die vom heiligen Sebastian und Remigius flankiert wird. Zur Kirchenausstattung gehören darüber hinaus zwei um 1720 entstandene Statuen, die Maria und Josef darstellen.